# Bottom Meadow
Die Bottom Meadow (englisch für Untere Wiese) ist eine flache und von Bauchläufen sowie Tümpeln durchsetzte Wiese auf Bird Island im Archipel Südgeorgiens im Südatlantik. Sie liegt östlich des Payne Creek.
Das UK Antarctic Place-Names Committee benannte sie 1982 als Gegenstück zur benachbarten Top Meadow (englisch für Obere Wiese).